# Cellulosaindustrins centrallaboratorium
Cellulosaindustrins centrallaboratorium (CCL) var ett svenskt forskningsinstitut inom det cellulosatekniska området. Laboratoriet grundades 1936 och var då samlokaliserat med KTH:s institution för cellulosateknik och träkemi, som tillkommit 1931. 1968/69 slogs det ihop med Svenska träforskningsinstitutet (STFI). I mitten av 1960-talet, strax före sammanslagningen arbetade ett 70-tal personer vid laboratoriet.

## Chefer
- 1936-1954: Erik Hägglund